# Sonderlager Starobelsk
Das Sonderlager Starobelsk (russisch Старобелский спецлагерь – Starobelski Spezlager) war ein Internierungslager für polnische Kriegsgefangene, das die sowjetische Geheimpolizei NKWD in der Anfangszeit des Zweiten Weltkrieges von Ende September 1939 bis Juli 1941 in einem ehemaligen Frauenkloster unweit der Kleinstadt Starobelsk im Osten der Ukrainischen Sowjetrepublik betrieben hat. Rund 3900 Häftlinge, überwiegend polnische Reserveoffiziere, wurden zeitgleich zu den Massakern von Katyn und Kalinin im April und Mai 1940 in Charkow erschossen. Wurde das Massaker von Katyn bereits 1943 nach Entdeckung der Massengräber weltweit bekannt, so erfuhr die Öffentlichkeit vom Schicksal der Gefangenen von Starobelsk erst 1990 im Zuge von Glasnost in der Sowjetunion.

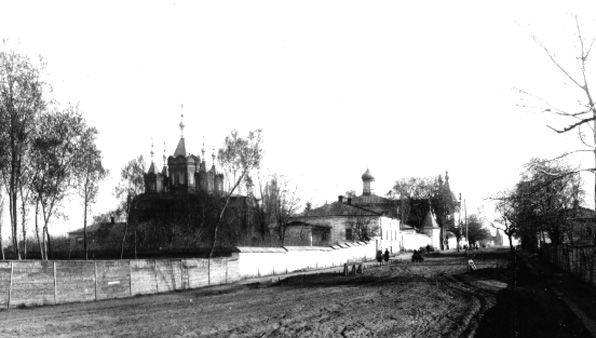
Das Skorbjaschtschenski-Frauenkloster im 19. Jahrhundert

## Vorgeschichte
Das Skorbjaschtschenski-Frauenkloster bei Starobelsk wurde 1924 von den bolschewistischen Behörden aufgelöst. Bei der Erstürmung eines Teils der Räumlichkeiten durch Geheimpolizisten waren mehrere der Nonnen ums Leben gekommen. Ein Teil der Überlebenden wurde inhaftiert. In dem Gebäudekomplex wurden Einheiten der Roten Armee stationiert.

## Kriegsgefangenenlager
Am 19. September 1939 befahl der Volkskommissar für Innere Angelegenheiten, Lawrenti Beria, dem Leiter der neu eingerichteten Verwaltung für Kriegsgefangenenwesen des NKWD, Pjotr Soprunenko, insgesamt acht Lager für polnische Offiziere, Unteroffiziere und Beamte einzurichten, die sich seit dem Einmarsch der Roten Armee in Ostpolen am 17. September infolge des Ribbentrop-Molotow-Paktes in sowjetischer Hand befanden. Drei Lager wurden zu Sonderlagern erklärt, in denen insgesamt rund 15.000 Offiziere und Fähnriche der polnischen Streitkräfte, Justiz- und Polizeibeamte sowie Grundbesitzer aus Ostpolen als „politisch gefährliche Personen“ einer genauen Überprüfung unterzogen werden sollten: Koselsk, Ostaschkow und Starobelsk.
Die ersten Gefangenen trafen in den drei Sonderlagern am 22. September 1939 ein. Da nicht ausreichend Schlafgelegenheiten vorhanden waren, musste ein Teil von ihnen auf dem Boden schlafen. In mehreren Häusern wurde schichtweise geschlafen. In der Hauptkirche zimmerten sie fünfstöckige Betten. Bäder und Wäschereien waren nicht betriebsbereit. In den Küchen mangelte es an Geschirr und Besteck, auch funktionierte die Wasserversorgung schlecht. Beim Essen wurden die pro Gefangenem vorgeschriebenen Mengen nie erreicht.
Einmal im Monat durften die Gefangenen Briefe schreiben, als Adresse mussten sie „Gorki-Erholungsheim, Postfach 15“ angeben. In allen drei Lagern organisierten die Gefangenen Sprachkurse, besonders gefragt war Russisch, sowie Abendvorträge, bei denen die Wissenschaftler unter ihnen aus ihren Fachgebieten berichteten. In Starobelsk sprach der Kunstmaler und Schriftsteller Józef Czapski, der in Paris gelebt hatte, über französische Malerei und Literatur.
Großen Raum nahmen die durch Politoffiziere des NKWD durchgeführten Unterhaltungs- und Schulungsprogramme  ein, bei denen auch sowjetische Spiel- und Dokumentarfilme gezeigt wurden. Dazu gehörten Filme über den Zaren Peter der Große, den Revolutionsführer Wladimir Lenin und Parteichef Josef Stalin. Das NKWD versuchte bei den Befragungen der Gefangenen, Informanten zu gewinnen. Zu denjenigen, die zu NKWD-Informanten wurden, gehörte Oberstleutnant Zygmunt Berling, der 1943 das Kommando über die in der Sowjetunion neu aufgestellten polnischen Streitkräfte übernahm.
Ein Großteil der polnischen Offiziere war kampflos bei Lemberg in sowjetische Gefangenschaft gegangen. Als Gegenleistung hatte ihnen der Kommandeur der dort eingesetzten Verbände der Roten Armee, Semjon Timoschenko, freien Abzug zugesichert. Doch hielt Timoschenko diese Zusage nicht ein. General Franciszek Sikorski, der im September 1939 mit der Verteidigung von Lemberg beauftragt gewesen war, schrieb als Ranghöchster der Gefangenen von Starobelsk einen Beschwerdebrief an Timoschenko, doch bekam er keine Antwort. Eine Gruppe von Obristen unterzeichnete stellvertretend für die Gefangenen einen Brief, in dem sie Aufklärung über ihren rechtlichen Status forderten, die Haftbedingungen anprangerten und ihre sofortige Freilassung verlangten. Die nach Starobelsk deportierten polnischen Ärzte und Apotheker protestierten ebenso erfolglos in einem Brief an Stalin gegen ihre Gefangenschaft, die jeglichen Rechtsnormen widerspreche.

## Exekution der Polen
Am 5. März 1940 akzeptierte das Politbüro unter Stalin eine Vorlage von Beria, in der dieser die Erschießung der polnischen „Konterrevolutionäre“ empfahl. Davon betroffen waren laut den NKWD-Akten über den Transport der Gefangenen 3894 der Lagerinsassen von Starobelsk. Die NKWD-Dokumente führten sie nach Beruf und Dienstgrad auf, u. a.: 8 Generäle, 55 Oberste, 126 Oberstleutnante, 232 Majore, 843 Hauptleute und 2527 rangniedrigere Offiziere. Zu ihnen zählte Jakub Wajda, der Vater des späteren Filmregisseurs Andrzej Wajda. Unter den Opfern waren auch acht Feldgeistliche. 78 Personen wurden zur weiteren Befragung in das Lager Juchnow rund 150 Kilometer südwestlich von Moskau gebracht und entgingen auf diese Weise der Exekution. Unter ihnen waren Józef Czapski, der später in der Anders-Armee die Suche nach den vermissten polnischen Offizieren leitete, sowie Oberstleutnant Zygmunt Berling, der sich vom NKWD hatte anwerben lassen.
Vom 3. April bis 12. Mai 1940 wurden die zur Exekution vorgesehenen Polen in Gruppen von meist 200 bis 300 Personen im Zug nach Charkow gebracht und dort im Keller des NKWD-Gefängnisses erschossen. Die Exekutionen führte ein eigens aus Moskau angereistes Kommando durch, das durch lokale Kräfte des NKWD verstärkt wurde.
Die Leichen wurden in einem Wald bei Pjatychatky, einem Vorort von Charkow, in Massengräbern verscharrt.
14 der NKWD-Offiziere und -Soldaten, die an der Vorbereitung und Durchführung der Exekution der Polen aus Starobelsk in Charkow beteiligt waren, erhielten wegen der „Erfüllung außerordentlicher Aufgaben“ Geldprämien und Orden.

## Weitere Nutzung
Am 9. Juni 1940 teilte die Lagerverwaltung der NKWD-Zentrale in Moskau mit, dass bis zu 5.000 neue Gefangene aufgenommen werden könnten.
Nach der Annexion des Baltikums durch die Sowjetunion im Sommer 1940 trafen in dem Lager polnische Offiziere ein, die zu Kriegsbeginn in eine der baltischen Republiken geflohen waren. Auch führte der NKWD im besetzten Ostpolen Massenverhaftungen durch. Ende 1940 zählte Starobelsk rund 22.000 polnische Häftlinge.

Zweisprachige Gedenktafel, ukrainisch und polnisch, 2012 im Kloster angebracht

Nach dem Krieg wurde der ehemalige Klosterbezirk wieder zu einer Kaserne für die sowjetischen Streitkräfte umfunktioniert. Nach dem Zerfall der Sowjetunion Ende 1991 übernahm die zum Moskauer Patriarchat gehörende Ukrainisch-Orthodoxe Kirche den Komplex und richtete wieder ein Kloster ein.

## Aufklärung
Die Suche nach den in den Sonderlagern Koselsk, Ostaschkow und Starobelsk internierten polnischen Offizieren und Fähnrichen, Polizisten und Beamten beschäftigte die polnische Exilregierung in London, seitdem ihr aus dem besetzten Polen gemeldet worden war, dass die Korrespondenz zwischen den Gefangenen und ihren Angehörigen im Frühjahr 1940 abgebrochen sei. Während mit der Bekanntgabe der Entdeckung der Massengräber von Katyn seit April 1943 durch die Deutschen Klarheit über den Verbleib der Gefangenen von Koselsk herrschte, blieb das Schicksal der Lagerinsassen von Ostaschkow und Starobelsk ungeklärt. Die sowjetische Propaganda versuchte, durch falsche Zahlenangaben den Eindruck zu erwecken, diese seien ebenfalls im Wald von Katyn erschossen worden, und zwar im Spätsommer 1941 durch die Deutschen.
Für Verwirrung sorgten die Berichte polnischer Offiziere, die aus Starobelsk zu weiteren Verhören nach Moskau gebracht worden waren. Sie waren bei einem Wortwechsel zwischen Oberleutnant Zygmunt Berling und NKWD-Chef Beria zugegen gewesen. Als dieser Pläne zur Aufstellung polnischer Verbände unter Moskauer Oberkommando erläuterte, habe Berling erklärt, er könne viele geeignete unter seinen Kameraden aus den Lagern Koselsk und Starobelsk vorschlagen. Beria habe daraufhin gesagt: „Diese kommen schon nicht mehr in Betracht. Mit denen haben wir einen Fehler gemacht, einen Fehler.“ Er habe hinzugefügt: „Wir haben sie den Deutschen abgegeben.“ Berling schrieb in seinen Memoiren, dass diese Erklärung zunächst die polnischen Offiziere beruhigt hatte; denn es hatte ja in der Tat einen Gefangenenaustausch zwischen der Sowjetunion und dem Deutschen Reich gegeben.
Am 20. Juli 1957 behauptete ein Sensationsbericht der deutschen Illustrierten „7 Tage“, die Lage der Gräber der vermissten Polen sei ermittelt worden: Aus der Dokumentation eines NKWD-Offiziers namens Tartakow, die die Deutschen im Krieg erbeutet hätten und die danach in die Hände der US-Amerikaner geraten sei, gehe hervor, dass die Opfer aus dem Lager Starobelsk in Dergatschi bei Charkow und die aus Ostaschkow bei Bologoje 180 Kilometer nordwestlich von Kalinin verscharrt worden seien. Der Tartakow-Bericht, der auch in die Katyn-Literatur als echtes Dokument einging, wurde indes von Experten der polnischen Emigration, darunter der Schriftsteller Józef Mackiewicz, als Fälschung bezeichnet.
1959 empfahl KGB-Chef Alexander Schelepin in einem handschriftlichen Bericht an Parteichef Nikita Chruschtschow, die Akten über die Gefangenen der Sonderlager weitgehend zu vernichten. Anfang der 1960er Jahre wurde ihm berichtet, dass spielende Kinder auf dem Gelände der Massengräber bei Charkow Knochen und polnische Uniformknöpfe gefunden hätten. Schelepin gab Anweisung, darüber Beton auszugießen. Als 1969 erneut in Moskau Berichte über nicht genehmigte Ausgrabungen unbekannter Täter auf dem Gelände gelangten, ließ Schelepins Nachfolger Juri Andropow das Gelände einzäunen und bewachen.
Die Zensurbehörde der Volksrepublik Polen verfügte, dass die Gefangenen der drei Lager als „Internierte“  bezeichnet werden, die 1941 von den „Hitleristen“ im Wald von Katyn erschossen worden seien.
Am 13. April 1990 veröffentlichte die sowjetische Nachrichtenagentur TASS ein Kommuniqué, nach dem Beria und sein Stellvertreter Wsewolod Merkulow die Verantwortung für die an den Insassen der Sonderlager Koselsk, Ostaschkow und Starobelsk verübten „Untaten“ (злодеяния) trügen. Der Inhalt des Kommuniqués war zuvor von KP-Generalsekretär Michail Gorbatschow genehmigt worden. Erst am 14. Oktober 1992 überreichte ein Emissär des russischen Präsidenten Boris Jelzin vor dessen Staatsbesuch in Warschau seinem Gastgeber Lech Wałęsa Faksimile von Dokumenten über das Schicksal der polnischen Gefangenen aus den drei Sonderlagern, darunter die Vorlage Berias vom 5. März 1940 mit den Unterschriften Stalins und anderer Mitglieder des Politbüros.
Vom 20. Juni 1990 an befragte die Hauptmilitärstaatsanwaltschaft in Moskau mehrmals den früheren NKWD-Soldaten Mitrofan Syromjatnikow, der an der Exekution der Gefangenen in Charkow beteiligt war. Die Befragungen führte 1992 die Staatsanwaltschaft der mittlerweile souverän gewordenen Ukraine fort. Das Protokoll der Befragungen erschien in polnischer Übersetzung. Die Opfer aus dem Sonderlager Starobelsk werden auf der offiziellen polnischen „Liste von Katyn“ (Lista Katyńska) geführt, die ebenfalls die in Kalinin  erschossenen polnischen Kriegsgefangenen aus dem Sonderlager Ostaschkow einschließt.